# Hapaloteucha paragramma
Hapaloteucha paragramma är en fjärilsart som beskrevs av Edward Meyrick 1884. Hapaloteucha paragramma ingår i släktet Hapaloteucha och familjen praktmalar, Oecophoridae. Inga underarter finns listade i Catalogue of Life.